# 28629 Solimano
28629 Solimano este un asteroid din centura principală de asteroizi.

## Descriere
28629 Solimano este un asteroid din centura principală de asteroizi. A fost descoperit pe 29 martie 2000 la Socorro, New Mexico, în cadrul proiectului LINEAR. Asteroidul prezintă o orbită caracterizată de o semiaxă mare de 2,68 ua, o excentricitate de 0,19 și o înclinație de 2,9° în raport cu ecliptica.